# 바베이도스의 코로나19 범유행
다음은 바베이도스의 코로나19 범유행 현황에 대한 설명이다.
바베이도스에서 발생한 COVID-19 대유행병은 코로나바이러스병 현재 진행 중인 COVID-19 대유행의 일부다. 이번 발병은 2019년 12월 중국 우한에서 확인돼, 2020년 1월 30일 국제적 공중보건 비상사태를 선포했고, 2020년 3월 11일 세계보건기구(WHO)로부터 유행병으로 인정받았다. COVID-19는 SARS-CoV-2에 의해 발생하는 감염병이다. COVID-19의 경우 사스, 메르스 등 다른 코로나바이러스 호흡기 감염자에 비해 사망률이 크게 낮았지만, 전체 사망자가 상당히 많은 등 전염성이 크게 높아졌다.
대유행은 최초 2건의 발생이 발표되면서 2020년 3월 17일 바베이도스에 도달한 것으로 확인됐으며, 4월 12일 현재 절정기에는 56명의 활성 환자가 발생한 것으로 나타났다. 정부는 공중보건 비상사태(6월 30일 종료 예정)를 선포했으며 현재 바베이도스는 오후 8시부터 오전 5시까지 야간 통행금지를 받고 있으며(5월 17일 이후 종료 예정) 많은 업소가 문을 닫고 있으며 개업허가를 받은 업소 중 상당수는 성(性)에 근거한 일정의 적용을 받고 있다.

## 같이 보기
- 그레나다의 코로나19 범유행
- 북아메리카의 코로나19 범유행
- 나라별 코로나19 범유행